# Konsthögskolan vid Umeå universitet
Konsthögskolan vid Umeå universitet bildades 1987 och är belägen vid Umeälvens strand i stadsdelen Öst på stan i Umeå. Konsthögskolan utgör en del av Konstnärligt campus vid Umeå universitet tillsammans med Arkitekthögskolan, Designhögskolan, Bildmuseet, Sliperiet och HumlabX.

## Utbildningar
Konsthögskolan har två programutbildningar i fri konst: det treåriga kandidatprogrammet (BFA) och en tvåårig påbyggnadsutbildning, masterprogrammet (MFA). Det erbjuds även fristående sommarkurser. 
Utbildningsprogrammen i fri konst fokuserar på studenternas individuella behov och speglar den kreativa mångfald och den kritiska diskurs som finns inom samtidskonsten idag. Under sin studietid utvecklar studenterna praktisk, teknisk och teoretisk kompetens inom området samtida konst. Det finns välutrustade verkstäder i de flesta skulpturala tekniker och grafik samt verkstäder för bland annat foto, video och ljud.
Studenternas arbeten presenteras sedan 1993 kontinuerligt i det egna galleriet, samt vid årliga vårutställningar, som brukar hållas i skolans lokaler och på det närbelägna Bildmuseet.

## Forskning
Konsthögskolan bedriver också forskarutbildning på konstnärlig grund, knutna till den nationella Konstnärliga forskarskolan, samt ett antal forskningsprojekt.

## Lokaler
Utbildningen bedrevs från starten i en byggnad som kommit till som en del av Umeå träsliperi och vars fasad ritades 1909 av Sigge Cronstedt. Fabriken var när den startade 1910 stadens första större industri och drevs fram till 1954. Sliperibyggnaden byggdes 1986 om till lokaler för Konsthögskolan, och inflyttning skedde ett år senare.
Våren 2012 flyttade Konsthögskolan in i nybyggda lokaler vid Konstnärligt Campus. De tidigare lokalerna i sliperiet byggdes åren 2013–2014 om till en mötesplats och inkubator för konstnärliga näringar och projekt, kallad Sliperiet. Sedan år 2020 huserar verkamheten Curiosum där – ett science center med makerspace som har som mål att öka intresse och kunskaper för vetenskap och teknik hos barn, unga och allmänhet.
I Konsthögskolans nuvarande lokaler finns ett galleri, med ingång från älven, där det arrangeras elevutställningar som ofta öppnas upp för allmänheten.